# エスタディオ・ムニシパル・ペドロ・ロマン・メレンデス
エスタディオ・ムニシパル・ペドロ・ロマン・メレンデス（西: Estadio Municipal Pedro Román Meléndez）は、プエルトリコのマナティにあるスタジアム。主に野球に使われており、リーガ・デ・ベイスボル・プロフェシオナル・デ・プエルトリコのアテニエンセス・デ・マナティが本拠地にしている。収容人数は3,500人。
座標: 北緯18度25分26秒 西経66度28分17秒 / 北緯18.4237663度 西経66.4715016度